# ジェイコブ・スキーン
ジェイコブ・スキーン（Jacob Skeen、1993年4月7日 - ）は、元ラグビーユニオン選手。

## 略歴
ハミルトンボーイズ高校、ワイカト大学卒。
2013年5月、ニュージーランド学生代表に選ばれ、来日。
2014年からワイカトに所属。
2015年から2016年にかけて、マオリ・オールブラックスに選ばれた。
2018年、リコーブラックラムズ(現・リコーブラックラムズ東京)に加入。同年9月1日に行われたジャパンラグビートップリーグ第1節のHonda HEAT戦にて先発出場で日本での公式戦初出場を果たす。
2025年5月、リコーブラックラムズ東京を退団。